# Epigrafika

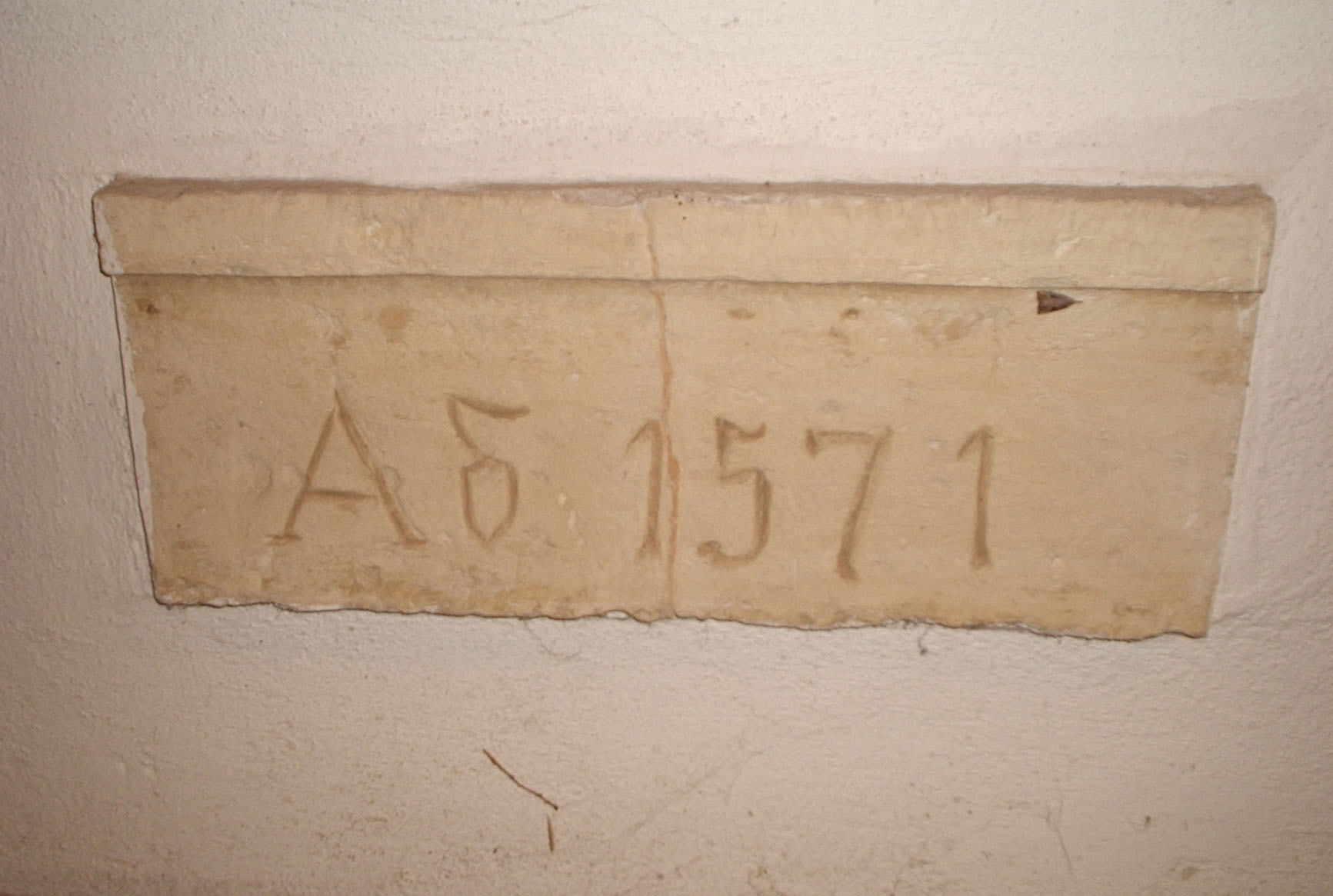
Datace vytesaná do kamene

Epigrafika (z řeckého επιγραφή, epigraphé, nápis) je věda o nápisech. Zabývá se nápisem komplexně, sbírá je, interpretuje a zpřístupňuje.
Profiluje se jako samostatná historická disciplína (případně pomocná věda historická). Pro epigrafiku je specifické, že pracuje s textem zapsaným primárně na archeologických (nebo přinejmenším nepaleografických) látkách. Důležitou součástí epigrafiky je tedy na jedné nápisová paleografie (případně i filologie a další disciplíny zkoumající text a písmo), ale kontext nápisu doplňuje nedělitelným způsobem i nositel nápisu, který je epigrafikou také zkoumán, což ji sbližuje s archeologií, dějinám umění, ikonografii atd.
Z chronologického hlediska má značný význam zejména antická epigrafika, vzhledem k tomu že velká část textů starověku je dochována právě jako nápisy. Nicméně i pro středověká a často i novověká bádání přináší i epigrafika cenné údaje.

## Historie
Epigrafika se rozvíjí od 16. století. Principy epigrafiky se v jednotlivých kulturách liší a v Evropě se tato věda zpočátku soustředila na latinské nápisy. Jednotlivými  přispěli epigrafové jako Georg Fabricius, Stefano Antonio Morcelli, Luigi Gaetano Marini, August Wilhelm Zumpt, Theodor Mommsen, Emil Hübner, Franz Cumont, Louis Robert. Řada Corpus Inscriptionum Latinarum, kterou začali Mommsen a další badatelé vydávat, vychází v Berlíně pravidelně od roku 1863, nevycházel jen během světových válek. 
Řecká epigrafika se vyvíjela především zásluhou dvou jiných skupin. Prvním je skupina kolem Corpus Inscriptionum Graecarum, jehož čtyři svazky vyšly opět v Berlíně v letech 1825-1877. Byl to první pokus o souhrnné vydání řeckých nápisů opsaných z celého řecky mluvícího světa. Druhým, moderním korpusem, kolem kterého se uspořádali, jsou Inscriptiones Graecae uspořádané geograficky a podle kategorií.
K dalším řadám patří Corpus Inscriptionum Etruscarum (etruské nápisy), Corpus Inscriptionum Crucesignatorum Terrae Sanctae (křižácké nápisy), Corpus Inscriptionum Insularum Celticarum (keltské nápisy), Corpus Inscriptionum Iranicarum (íránské nápisy).

## Klasifikace nápisů
Nápisy se třídí podle několika hledisek:
- Chronologicky na starověké, středověké a novověké. Starověká epigrafika je jednou z hlavních disciplín starověké historiografie, protože nápisy jsou většinou jediné písemné prameny té doby a jejich počet je malý a uzavřený. Středověká a novověká epigrafika se začala rozvíjet až koncem 19. století.
- Jazykově na nápisy latinské a nápisy v národních jazycích. Do 13. století převládala latina, nejstarší nelatinské nápisy byly anglosaské, německé. První český nápis je doložen v roce 1415.
- Materiálově podle látky, na níž jsou nápisy zhotoveny (kamenné, dřevěné, kovové, omítkové, keramické, skleněné, textilní, aj.).
- Technologicky podle způsobu zhotovení se rozlišují nápisy vzniklé tesáním, rytím, řezáním, odléváním, malováním, vnášením do omítky, skládáním do mozaiky, psaním a vyškrabáváním na stěny.

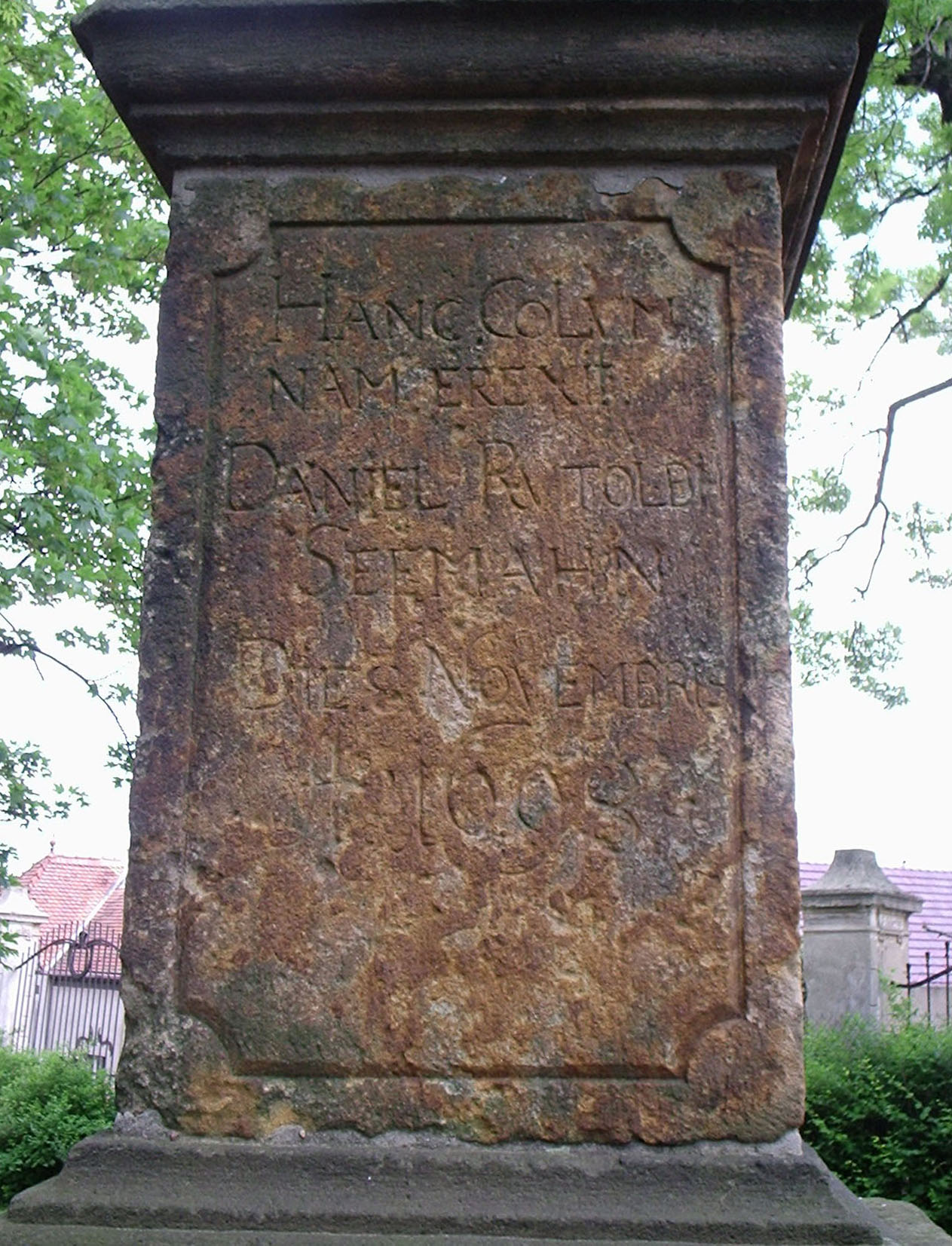
Dedikační nápis z roku 1698 na podstavci sochy.

- Polohově podle původní lokalizace mohou být nápisy:
  - na budovách nebo stavbách, v jejichž prostorách jsou nápisy buď samostatně, nebo jako součást uměleckých děl tam pevně fixovány (náhrobky v kostele),
  - na zvonech, které jsou předmětem zkoumání samostatné disciplíny kampanologie,
  - v terénu na hraničních kamenech, pamětních křížích, náhrobcích, aj.,
  - na nábytku, domácím náčiní a jiných výrobcích uměleckých řemesel,
  - jako textový doprovod samostatných uměleckých děl, např. nápisy na nástěnných či deskových malbách,
  - v literárních sbírkách nápisů a sentencí, které nebyly epigraficky aplikovány.

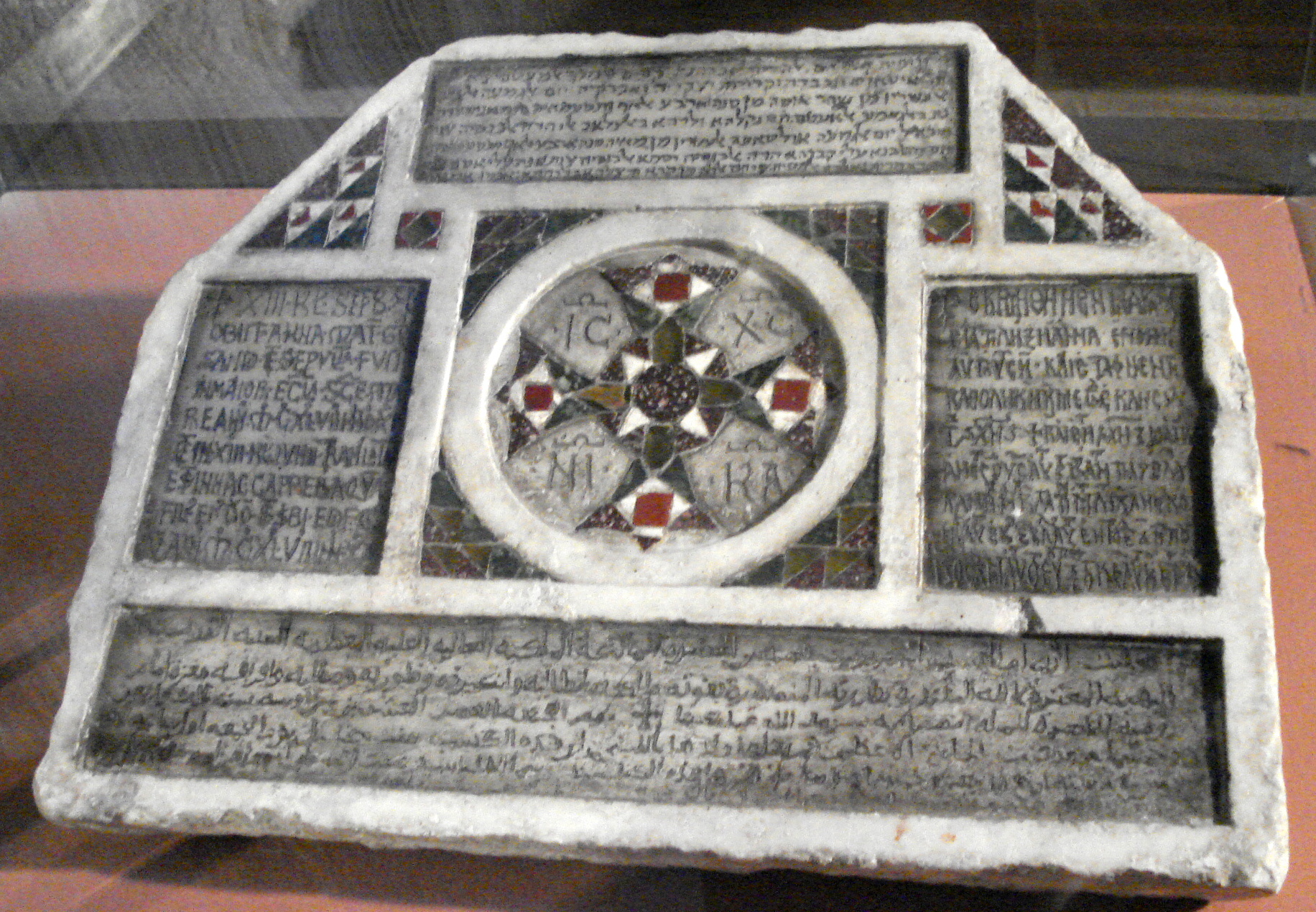
Vícejazyčná náhrobní deska, Palermo, 1148

## Písma latinské epigrafiky
V římských klasických nápisech se rozvíjela monumentální čtvercová kapitála. Typické byly patky na konci dříků. Od 4. století (po úpadku klasické antiky) se projevila v epigrafice určitá vulgarizace a dekadence. Pod vlivem karoliny sílily tendence k používání klasických a raně křesťanských tvarů písma, které v 9. a 10. století vystřídalo písmo napodobující originální antické vzory. Od 11. do 13. století nastoupilo období charakterizované proniknutím unciálních tvarů do dosud čisté kapitály. V gotice písmo ovládla tzv. monumentální majuskulní unciála. Ta byla v 15. a 16. století vytlačena humanistickým písmem. V současnosti se aktualizuje výzkum středověké a novověké epigrafiky.